# 49
49 (XLIX) var ett normalår som började en onsdag i den julianska kalendern.

## Händelser

### Okänt datum
- Apostlamötet i Jerusalem äger troligen rum detta år, varefter Paulus påbörjar sin första missionsresa (omkring detta år).
- Kejsar Claudius gifter sig med sin brorsdotter Agrippina d.y. (omkring detta år).
- Seneca d.y. blir Neros lärare.
- Agrippina d.y. anklagar Octavias förste fästman, Junius Silanus(en), för incest. Han förs inför den romerska senaten och döms till döden.
- Förlovning ingås mellan Nero och Claudius dotter Octavia.
- Nya testamentets bok Galaterbrevet av Paulus skrivs troligen detta år.
- Kristendomen sprids i Europa, särskilt till Rom och Philippia (enligt Paulus).